# 人吉市
人吉市（日语：／ Hitoyoshi shi */?）是位於日本熊本縣南部的城市，地處九州山地內的人吉盆地。主要產業包括觀光業、農業、釀酒業。
過去是熊本、宮崎、鹿兒島之間的交通要衝，「人吉」的名稱即是起源於來往的人們須在此住宿的「舍」，但隨著快速道路以及新幹線的通車，使得人們不需再停留此地，逐漸人潮減少。

## 歷史
「人吉」的地名最早出現在和名抄，其中記載球磨郡下轄六鄉，人吉即為其中之一。
自鎌倉時代初期的1193年以，人吉地區開始由來自遠州（現在的靜岡縣）相良氏統治，直到明治時代實施廢藩置縣為止。廢藩置縣後，一度設置為人吉縣，後又先後改隸屬八代縣和白川縣，最後成為熊本縣的一個城市。

### 年表
- 1889年4月1日：實施町村制，現在的轄區在當時分屬：球磨郡人吉町、西瀨村、中原村、藍田村、大村。
- 1933年4月1日：大村被併入人吉町。
- 1942年2月11日：人吉町、西瀨村、中原村和藍田村合併為人吉市。[2]

### 變遷表
| 1889年以前 | 1889年4月1日 | 1889年 - 1944年         | 1889年 - 1944年      | 1945年 - 1954年      | 1955年 - 1964年      | 1965年 - 1988年      | 1989年 - 現在        | 現在                 |
| ---------- | ------------ | ----------------------- | -------------------- | -------------------- | -------------------- | -------------------- | -------------------- | -------------------- |
|            | 人吉町       | 人吉町                  | 1932年2月11日 人吉市 | 1932年2月11日 人吉市 | 1932年2月11日 人吉市 | 1932年2月11日 人吉市 | 1932年2月11日 人吉市 | 1932年2月11日 人吉市 |
|            | 大村         | 1933年4月1日 併入人吉町 | 1932年2月11日 人吉市 | 1932年2月11日 人吉市 | 1932年2月11日 人吉市 | 1932年2月11日 人吉市 | 1932年2月11日 人吉市 | 1932年2月11日 人吉市 |
|            | 藍田村       |                         | 1932年2月11日 人吉市 | 1932年2月11日 人吉市 | 1932年2月11日 人吉市 | 1932年2月11日 人吉市 | 1932年2月11日 人吉市 | 1932年2月11日 人吉市 |
|            | 西瀬村       |                         | 1932年2月11日 人吉市 | 1932年2月11日 人吉市 | 1932年2月11日 人吉市 | 1932年2月11日 人吉市 | 1932年2月11日 人吉市 | 1932年2月11日 人吉市 |
|            | 中原村       |                         | 1932年2月11日 人吉市 | 1932年2月11日 人吉市 | 1932年2月11日 人吉市 | 1932年2月11日 人吉市 | 1932年2月11日 人吉市 | 1932年2月11日 人吉市 |

## 交通

### 鐵路
- 九州旅客鐵道
  - 肥薩線：西人吉車站 - 人吉車站 - 大畑車站 - 矢岳車站
- 球磨川鐵道
  - 湯前線：人吉車站 - 相良藩願成寺車站

### 道路
高速道路
- 九州自動車道：人吉交流道

## 觀光資源

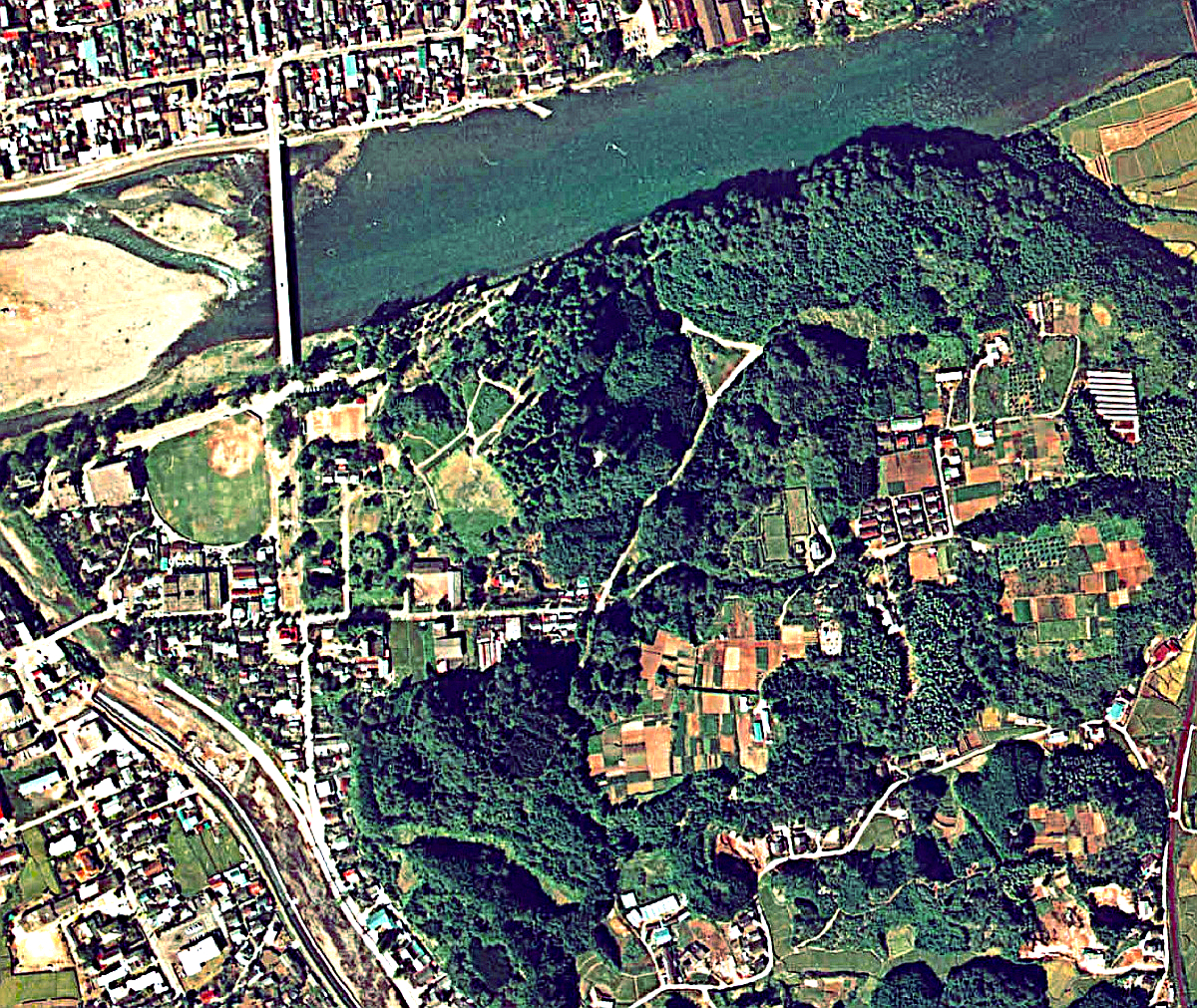
人吉城遺跡空照圖

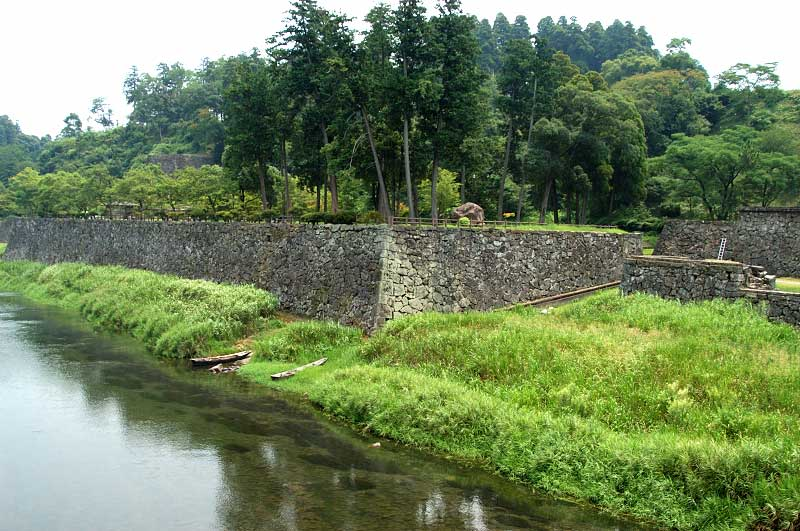
從水之手橋眺望球磨川河畔的人吉城三之丸石牆遺跡

### 景點
- 青井阿蘇神社
- 人吉温泉（日语：人吉温泉）
- 鹿目の滝（日语：鹿目の滝）：日本瀑布百選之一
- 人吉城遺跡：相良氏前後共35代的居城。
- 大村橫穴古墳群
- 大畑梅園

### 祭典、活動
- 人吉球磨はひな祭：每年2月1日至3月31日期間舉行
- 梅祭：3月舉行
- 人吉溫泉球磨燒酎祭：5月舉行
- 人吉花火大會：8月舉行
- 鹿目瀑布祭：8月舉行
- おくんち祭（青井阿蘇神社例祭）：10月舉行

## 教育

### 高等學校
- 熊本縣立人吉高等學校
- 熊本縣立球磨工業高等學校

## 本地出身之名人
- 日野熊藏：日本帝國陸軍軍人
- 高木惣吉：日本帝國海軍軍人
- 犬童球溪：作詞家
- とり・みき：漫畫家
- 轟悠：寶塚歌劇團理事
- 川上哲治：職業棒球選手
- 末次利光：職業棒球選手
- 魏可镁：中華人民共和國化工学家，中国工程院院士，福州大学教授、校长

## 外部連結
- （日語） 人吉市 （页面存档备份，存于）
- （日語） 人吉物産振興協會 （页面存档备份，存于）
- （日語） 人吉球磨Clean Plaza
- （日語） 維客旅行上的人吉市 （页面存档备份，存于）
- OpenStreetMap上有關人吉市的地理